# ديفيد مكلارين
ديفيد مكلارين هو نقابي وسياسي نيوزيلندي، ولد في 1872 في غلاسكو في المملكة المتحدة، وتوفي في 3 نوفمبر 1939 في ويلينغتون في نيوزيلندا. نشط حزبياً في United Labour Party (New Zealand) ‏. وقد انتخب عضو مجلس النواب النيوزيلندي ‏.